# Clonaria aegyptiaca
Clonaria aegyptiaca är en insektsart som först beskrevs av Gray, G.R. 1835.  Clonaria aegyptiaca ingår i släktet Clonaria och familjen Diapheromeridae. Inga underarter finns listade i Catalogue of Life.